# Odsúdené
Az Odsúdené / Odsouzené (magyarul Elítéltek) egy cseh-szlovák koprodukciós sorozat, amely a szlovák TV JOJ és a cseh TV Barrandov közreműködésével jött létre. A sorozatot a D.N.A. Production készíti Pozsonyban. Az első évadot 2009 őszén vetítették. A forgatás 2009. július 10-én kezdődött. 2009. augusztus 3-án megkezdődött a sorozat reklámozása a színészekkel akik a karaktereiktől beszélnek, így megismertetik a nézőket a környezettel. A premier Csehországban 2009. augusztus 31-én, Szlovákiában egy nappal később, szeptember 1-jén volt. A sorozatból hetente két részt sugároznak. A második évad forgatása 2010. január 4-én kezdődött, és a képernyőkre Szlovákiában 2010. március 16-án került, Csehországban viszont csak áprilisban. A harmadik évad forgatása 2010. július 24-én kezdődött, és a képernyőkön várhatóan szeptemberben jelenik meg.
A sorozatot Magyarországon még nem vetítették.

## Történet
A sorozat egy női börtön falai közt játszódik, ahová az elítéltek különböző okok miatt kerültek. Az első részben a főszereplő Eva (Zuzana Mauréry)összeveszik a férjével, majd ittasan karambolozik, miközben a fia, Filip is az autóban ült. A másik autó sofőrje meghalt, Filip pedig súlyosan megsérült. Evát elítélik, ezért kénytelen lesz megbarátkozni új életével, és az új környezettel, hiszen a börtönben más szabályok uralkodnak.

## Szereplők

### Elítéltek
| Szereplő                                         | Évad  | Színész            |
| ------------------------------------------------ | ----- | ------------------ |
| Eva Kolárová elítélt                             | 1 –   | Zuzana Mauréry     |
| Edita "Magorka" Beňová elítélt                   | 1 –   | Gabriela Dzuríková |
| Barbora "Grófka" Wágnerová elítélt, drogdíler    | 1 –   | Elena Podzámska    |
| Jana "Nevada" Lomnická elítélt, szerencsejátékos | 1 –   | Hana Gregorová     |
| Jolana „Gigi“ Danišová elítélt                   | 1 –   | Judita Hansman     |
| Brenda Farkasová elítélt                         | 1 -   | Zuzana Porubjaková |
| Tereza „Anjel“ Jankovičová elítélt, ápolónő      | 1 -   | Anna Javorková     |
| Petra „Bárbie“ Stejskalová jr. elítélt, drogos   | 1 -   | Hana Vagnerová     |
| Anikó „Maďarka“ Nagy beépített ügynök            | 1     | Kerekes Vica       |
| Brázdilová elítélt                               | 1 – 2 | Zuzana Šebová      |
| Jitka Lešiaková elítélt, patikus                 | 2 –   | Alena Štréblová    |
| Gita Malecová elítélt, nevelőnő                  | 2 –   | Jana Oľhová        |
| Pavlína „Poppy“ Poličná elítélt                  | 2 –   | Zuzana Konečná     |

### Alkalmazottak
| Szereplő                                          | Évad  | Színész            |
| ------------------------------------------------- | ----- | ------------------ |
| Richard „Kápo“ Nemec a börtönőrök vezetője        | 1 –   | Jaroslav Mottl     |
| Aleš Bílek a börtön igazgatója                    | 1 –   | Pavel Kříž         |
| Alena „Bacharka“ Vrbovská börtönőr                | 1 –   | Henrieta Kecerová  |
| Dušan „Conan“ Senáš börtönőr                      | 1 –   | Branislav Deák     |
| Martin „Batman“ Jablonský káplán                  | 1 –   | Peter Kočiš        |
| Andrej „Katar“ Kováč börtönorvos                  | 1 -   | Štefan Kožka       |
| Ivana Tomeková börtönőr                           | 1 -   | Andrea Karnasová   |
| Vlado "Boxer" Holčík börtönőr                     | 1 -   | Lukáš Hoffman      |
| Millerová börtönőr                                | 1     | Simona Martináková |
| Sikorová felügyelő, kis ideig a börtön igazgatója | 1 - 2 | Dagmar Edwards     |
| Martin „Hurvínek“ Holčík cipész                   | 2 -   | Dušan Cinkota      |